# علاء الدين الكحال

## اسمه ونسبه
هو علي بن عبد الكريم بن طرخان بن تقي الشيخ علاء الدين أبو الحسن بن مهذب الدين الحموي الصفدي، وكيل بيت المال بصفد ( بفلسطين ) ، ويعرف بعلاء الدين الكحال.
عاش بصفد فولد بها في حدود سنة 650 هجرية، على ما ذكر صاحب ( الوافي بالوفيات ).

## تصنيفاته
له تصانيف بالطب منها: ( كتاب القانون في أمراض العيون )، وكتاب ( الاحكام النبوية في الصناعة الطبية ). وله غير ذلك من المجاميع الحديثة.

## وفاته
كانت وفاته بصفد في حدود سنة سبعمائة وعشرين تقريبا.